# 한국 군사 정전에 관한 협정
한국 군사 정전에 관한 협정(영어: Korean Armistice Agreement)은 1953년 7월 27일 한반도에서의 전쟁 행위를 멈추게 한 정전 협정(ceasefire, truce) 및 휴전 협정(armistice)을 의미한다. 휴전 협정의 의무 조항으로 평화 협정을 3개월 안에 휴전 협정 당사국 간에 논의가 되어야 했다. 그리고 이후 1954년의 제네바 회담에서 한반도 평화협정에 대해서 구체적 논의가 되어야 했지만, 미국측의 협상 회피로 인해서 실질적으로 깊은 논의가 되지 못하였다.

## 절차
휴전에 대한 논의는 양 측에서 계속 이루어졌다. 유엔군 측은 1950년 12월에 미국과 영국 사이에서 평화적 협정에 대한 합의가 이루어졌으나 공산측의 반대로 유엔총회에서 결실을 얻지는 못했다. 공산측에서는 1951년 6월 13일 모스크바에서 열린 회담에서 "38도선의 경계선을 복구하는 조건에서 휴익이 유익하다"는 결론을 내렸다. 이후 휴전협정을 성사시키기 위한 양측의 휴전회담은 1951년 7월 10일부터 이루어졌다.
1953년 유엔에서 인도가 한국전쟁의 휴전협정(armistice) 체결을 제안하였다.
휴전협정에는 중국군, 북한군, 유엔군 사령관만 서명했다. 국제법상 평시의 조약 체결에는 당사국 의회 등의 비준이 필요하지만, 전시의 조약 체결은 군사령관의 서명만으로 비준이 완료된 것으로 본다.

## 정식 명칭
정식명칭은 “국제연합군 총사령관을 일방으로 하고 조선인민군 최고사령관 및 중국인민지원군 사령원을 다른 일방으로 하는 한국 군사 정전에 관한 협정”이다. 영문으로는 “Agreement between the Commander-in-Chief, United Nations Command, on the one hand, and the Supreme Commander of the Korean People’s Army and the Commander of the Chinese People’s volunteers, on the other hand, concerning a military armistice in Korea”이고, 중국어로는 "朝鮮人民軍最高司令官及中國人民志願軍司令員一方與聯合國軍總司令另一方關於朝鮮軍事停戰的協定"이다.
개념상 ‘정전’은 휴전의 전제로서 짧은 기간의 적대 행위 중단을 의미하고 반면‘휴전'은 국제법상 전쟁 상태이고 전쟁원인의 해결에 합의는 하지 않았지만 전쟁을 중단하는 것이다.
한국어의 정전은 영어의 'ceasefire 혹은 truce'에 대응하고, 휴전은 영어의 'armistice'에 대응하는데 협정서 명칭이 제각각이라 혼란이 존재한다.
부연하자면 협정서의 영문 협정서 원본에는 ‘armistice’로 되어 있는데 반하여 중문 협정서 원본에는 이것이‘停戰(정전, ceasefire, truce)' 그리고 북한의 한국어 협정서 원본에도‘정전’이라 기록되어있다. 그런데 대한한국 측의 협정문 번역본은 이것을 다시 '휴전(休戰, armistice)’이라고 기재했다.
대한민국 정부가 전쟁 후 '휴전'이라는 용어를 사용한 것은 북진통일 등을 위하여 '국제법상 전쟁이 완전히 끝나지 않았다’는 것을 강조하기 위해 의도적으로‘휴전’이라는 용어를 썼다는 의견이 존재한다.

## 협정의 주요 내용
1. 군사분계선과 비무장지대
2. 정화(停火) 및 정전(停戰)의 구체적 조치
3. 전쟁포로에 관한 조치
4. 쌍방 관계정부들에 보내는 건의
5. 부칙

## 정전협정 서명
- 서명자 (국제연합군 & 조선민주주의인민공화국 및 중국인민지원군)
  - 조선인민군 최고사령관 : 조선민주주의인민공화국 원수 김일성
  - 중국인민지원군 사령관 : 펑더화이
  - 유엔군 총사령관 : 미국 육군 대장 마크 웨인 클라크(Mark Wayne Clark)
- 참석자
  - 조선인민군 및 중국인민지원군 대표단 수석대표 : 조선인민군 대장 남일
  - 유엔군 대표단 수석대표 : 미국 육군 중장 윌리엄 K. 해리슨(William Kelly Harrison Jr.)

## 여론

### 대한민국
대한민국 정부를 비롯해 국민들은 이러한 휴전회담에 대해 반대의사를 적극적으로 내비쳤다. 특히 북진통일 국민 총궐기대회가 주최되면서 전쟁에 대한 휴전의 반대 의사를 내비쳤다. 이들은 북진 통일을 통한 정전을 이루어야 한다고 주장했다. 그러나 대한민국은 1950년 7월 이승만 대통령이 맥아더 원수에게 전작권을 이양했기 때문에 독자적인 군사적 행동을 할 수 없었다. 이러한 상황 속에서 전쟁이 고착화됨에 따라, 1953년 정전 협정이 체결된 것이다.

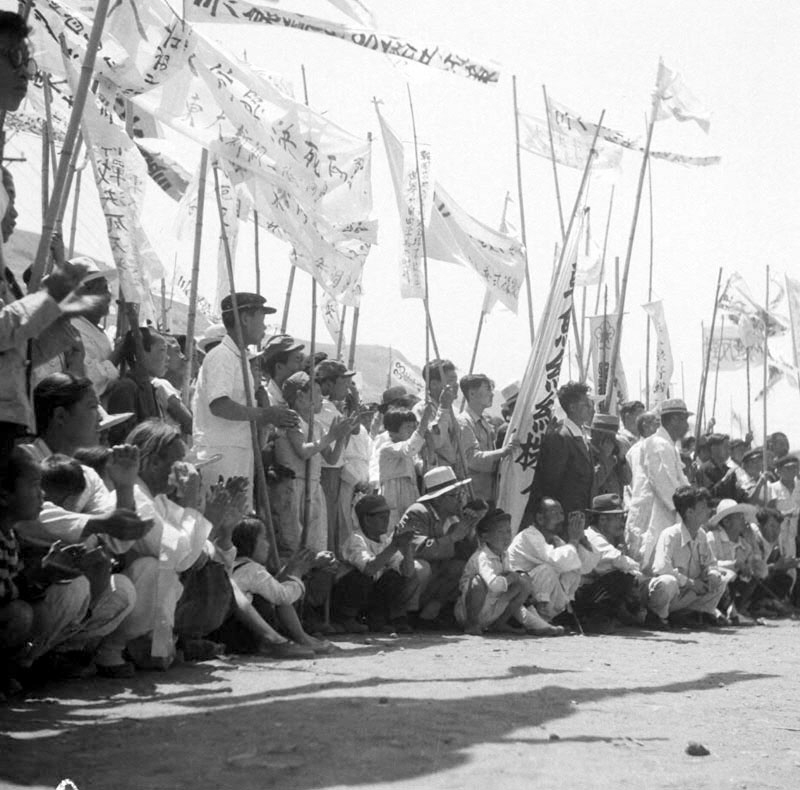
38선 정전 반대 국민 총궐기대회의 모습
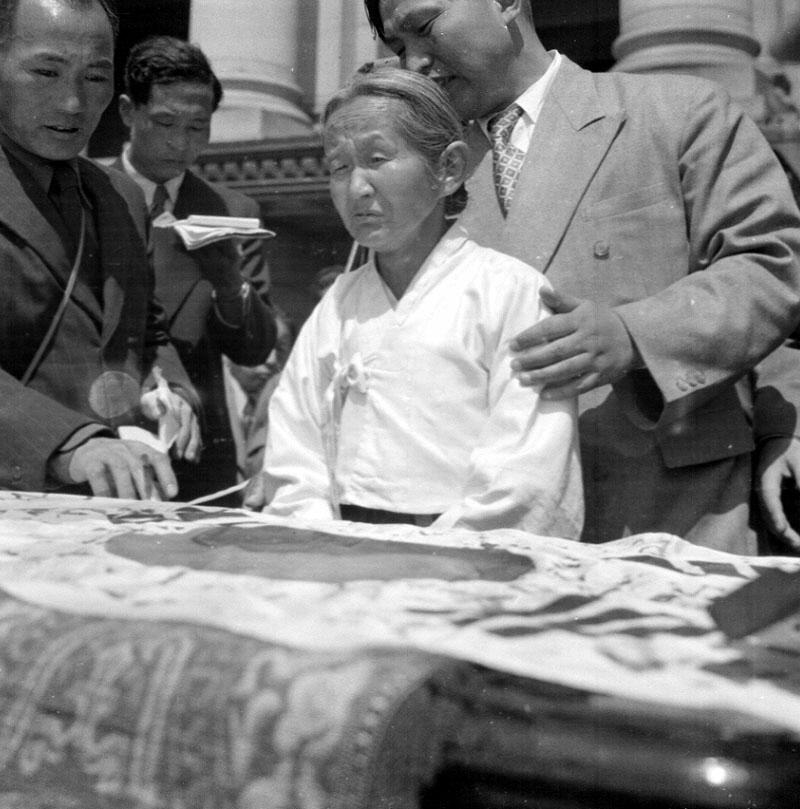
북진통일 국민 총궐기대회의 모습 1
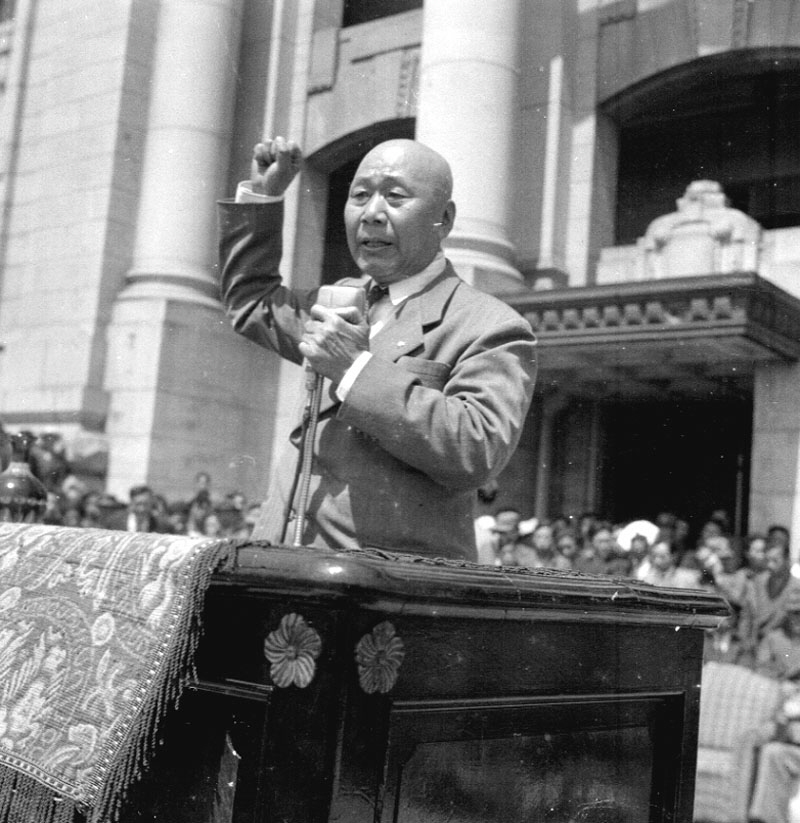
북진통일 국민 총궐기대회의 모습 2
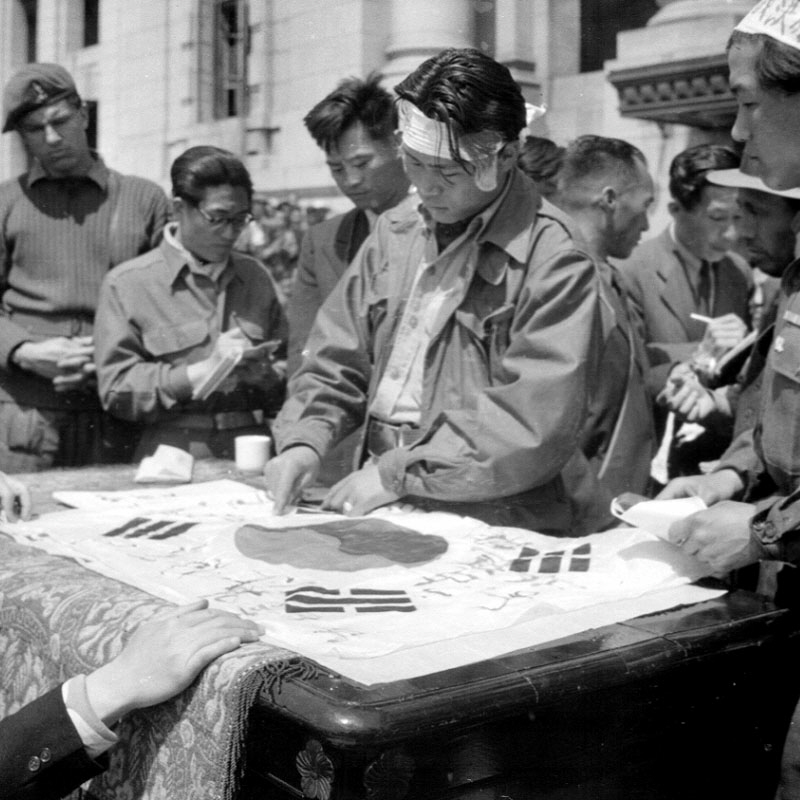
북진통일 국민 총궐기대회의 모습 3
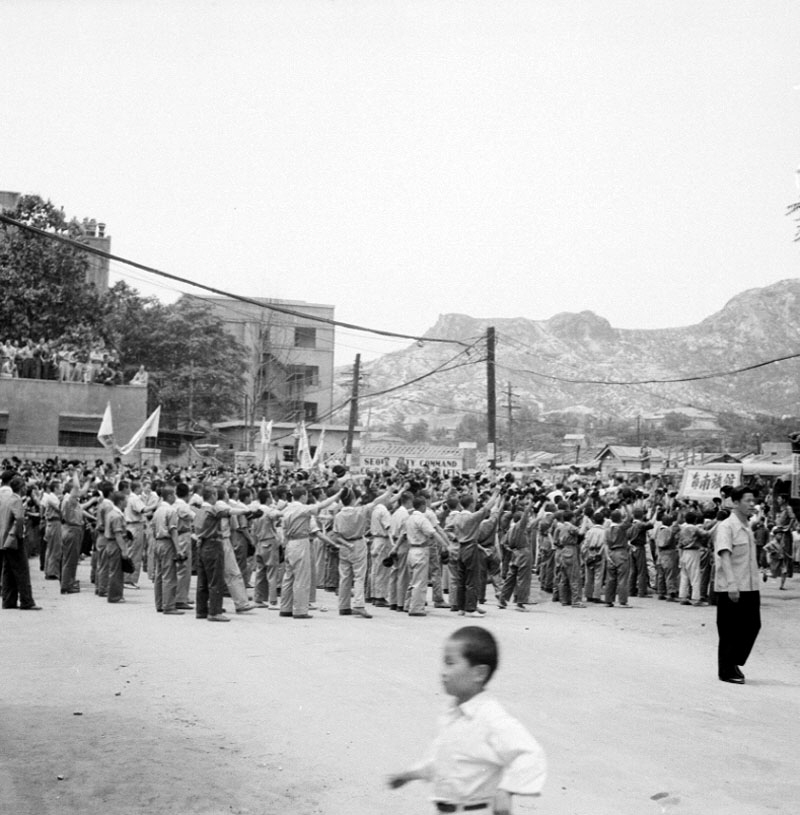
북진통일 국민 총궐기대회의 모습 4

## 협정 체결 이후
실질적으로 전쟁이 종전이 아닌 정전으로 끝났기에, 정전 협정에 대한 의무와 이행 여부를 감독하는 유엔사령부 군사정전위원회와 중립국 감독위원회가 설치되었다. 1990년대 북핵 위기가 고조되면서 북한은 일방적으로 군사정전위 및 중립국 감독위를 무력화시키려고 시도하였으며, 2013년에는 정전 협정이 파기되었다고 선언한 전적이 있다. 이후 2018년 문재인 정부에서 종전 선언에 대한 논의가 지속되었으나, 북미정상회담이 결렬되면서 종전에 대한 논의도 종결을 맺게 된다.

## 정전협정인가 휴전협정인가?
정전(停戰, ceasefire, truce)은 전쟁 중인 나라들이 국제적 기관이 개입하여 전투를 일시적으로 중단 및 정지하는 것으로 일부 전선 혹은 전면적으로 선포되어 시행된다.
비슷한 개념인 휴전(armistice)은 전투행위는 멈추나 전쟁은 지속되는 상태로서 국제법상 전쟁 상태이지만 당사국 간 협상으로 전체 전선에서 전쟁이 중단된 상태을 의미한다.
한편 국제법상 휴전은 여전히 전쟁상태를 의미하지만, 대한민국의 경우는 전시, 준전시, 평시 상태를 나눠놓고 있기 때문에 엄밀히 말해서 정전 상태에 가깝고, 전시 상태는 아니다.
대한민국의 정전 상태가 전시, 준전시, 평시 상태 중 어디에 해당하는지를 정확하게 규정하고 있는 정부 문서는 없으며 대한민국 정부 부처에서도 정전협정과 휴전협정을 혼용해서 사용하고 있다.
결론적으로 정전과 휴전이 개념상 차이는 분명이 있지만 그 차이에 맞게 현재 대한민국의 상황이 정전인지 휴전인지 분석해서 정확한 용어를 사용하는 것은 무의미한 것이 현실이다.
6.25 전쟁에서 중국 및 미국은 전세가 영 좋지 않을 때 전쟁 이전의 영토, 즉 38선 경계를 원상복구하려고 했으며 특히 휴전 회담에서 조선민주주의인민공화국은 기존의 38선으로 돌아가자고 주장하기도 했다. 만약 전쟁 이전대로 38선 경계로 되돌아갔다면 언제든지 대한민국은 전선 구축에 상당히 어렵고 북한의 군사 도발이 매우 증가했을 것이며, 38선이 아닌 39전에서 휴전할 가능성이 높았다.

## 같이 보기
- 정전 (군사)
- 휴전
- 한국 전쟁
- 북미평화협정
- 한반도 평화협정
- 한국의 재통일
- 조선민주주의인민공화국의 대량살상무기